# Jens Debusschere
Jens Debusschere  (Roeselare, 29 de agosto de 1989) é um ciclista profissional belga. Estreiou como profissional com a equipa Omega Pharma-Lotto em 2011. Atualmente milita na equipa B&B Hotels p/b KTM.
É o irmão mais novo de Maxim Debusschere, também ciclista profissional.

## Palmarés
- 2013
  - Campeonato de Flandres
  - Tour de Eurométropole, mais 1 etapa
  - Prêmio Nacional de Clausura

- 2014
  - Campeonato da Bélgica em Estrada  
  - 1 etapa do Tour de Valônia
  - Prêmio Nacional de Clausura

- 2015
  - 1 etapa da  Tirreno-Adriático
  - Grande Prêmio de Valônia
  - Circuito de Houtland
  - 1 etapa do Tour de Eurométropole

- 2016
  - Através de Flandres

- 2017
  - 1 etapa dos Quatro Dias de Dunquerque
  - 1 etapa da Volta à Bélgica

- 2018
  - 1 etapa do Tour de Valônia

## Resultados em Grandes Voltas e Campeonatos do Mundo
| Corrida            | Corrida            | 2011 | 2012 | 2013 | 2014  | 2015  | 2016 | 2017 | 2018  | 2019  | 2020  | 2021 |
| ------------------ | ------------------ | ---- | ---- | ---- | ----- | ----- | ---- | ---- | ----- | ----- | ----- | ---- |
|                    | Giro d'Italia      | —    | —    | —    | —     | —     | —    | —    | 136.º | —     | —     | —    |
|                    | Tour de France     | —    | —    | —    | —     | 155.º | Ab.  | —    | —     | 153.º | F. c. | —    |
|                    | Volta a Espanha    | —    | Ab.  | —    | 137.º | —     | —    | Ab.  | —     | —     | —     | —    |
| Mundial em Estrada | Mundial em Estrada | —    | —    | —    | —     | —     | 47.º | —    | —     | —     | —     | —    |

—: não participa

Ab.: abandono

F.c.: fora de controle

## Equipas
- Topsport Vlaanderen-Mercator (2009)[1]
- Omega Pharma/Lotto (2010[2]-2018)
  - Omega Pharma-Lotto (2010-2011)
  - Lotto Belisol Team (2012)
  - Lotto Belisol (2013-2014)
  - Lotto Soudal (2015-2018)
- Team Katusha-Alpecin[3] (2019)
- B&B Hotels[4] (2020-)
  - B&B Hotels-Vital Concept p/b KTM (2020)
  - B&B Hotels p/b KTM (2021-)